# Östra Ågatan

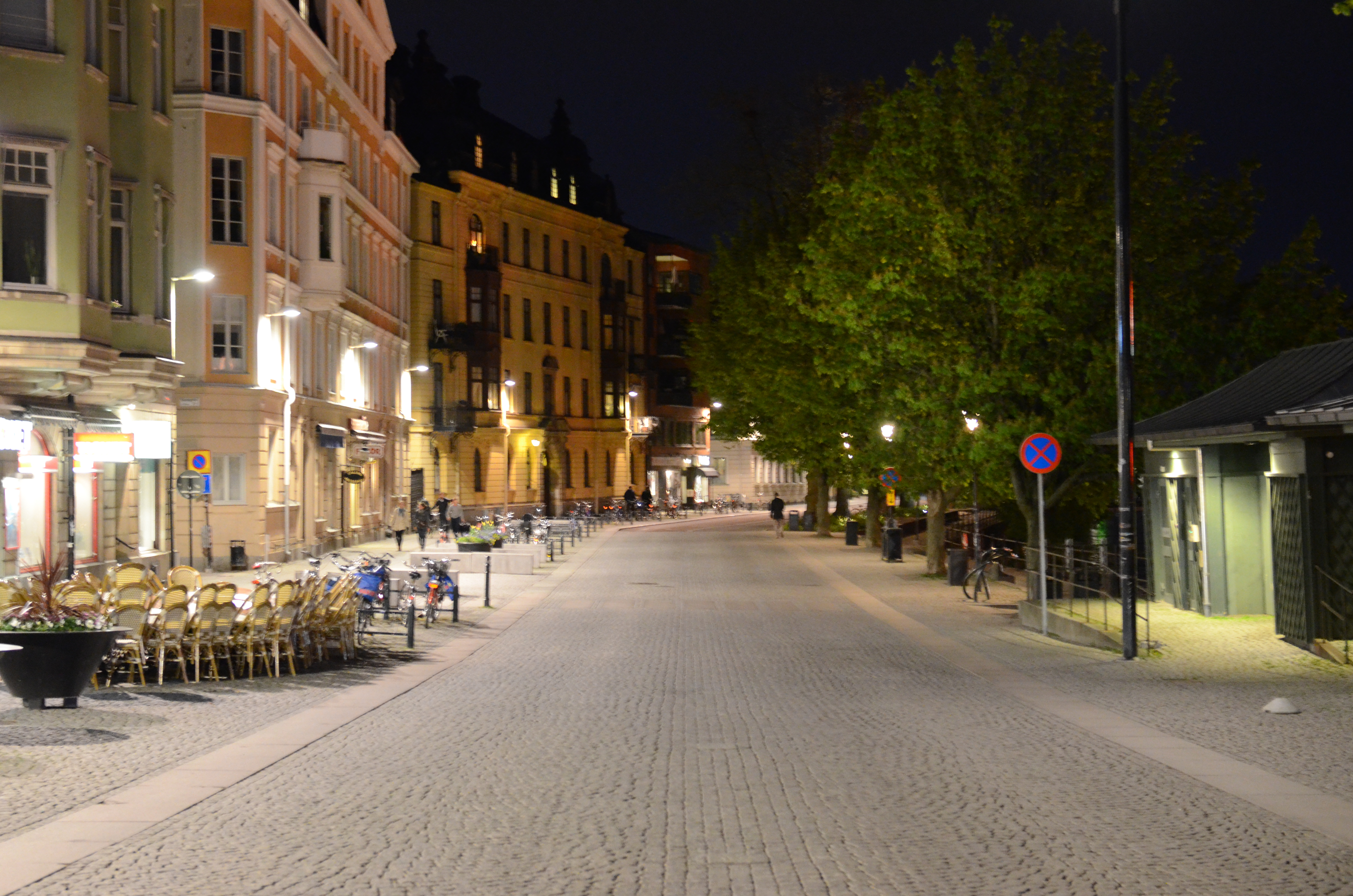
Östra Ågatan mot söder vid Nybron (2012).

Östra Ågatan är en gata i centrala Uppsala. Gatan följer Fyrisåns östra strand i cirka två kilometer från Linnégatans fäste vid Järnbron i norr tills den övergår i Kungsängsesplanaden och Stallängsgatan i söder. 

## Sträckning
Från norr mot söder passeras bland annat följande byggnader och platser:
- Järnbron
- Fjellstedtska skolan
- S:t Olofsbron
- Gotlandsparken
- Gotlands nation
- Gamla torget
- Dombron
- Nybron
- Västgötaspången
- Grand Hotell Hörnan
- Islandsbron
- Hamnspången
- Uppsala hamn
- Tullgarnsparken
- Inga Löwdins plats